# Шиллинги
Ши́ллинги — баронский род.

## Происхождение и история рода
Внесён в матрикул курляндского дворянства в 1620 году. Определением правительствующего Сената утверждён в 1853 году и записан в V часть родословной книги Эстляндской губернии. Есть ещё несколько дворянских родов Шиллингов, древнего и более позднего происхождения.

## Известные представители рода
- Барон Шиллинг, Альфред Оттонович (1861—1922) — член III Государственной думы от Эстляндской губернии, член Государственного Совета.

## Описание герба
В золотом щите красный пояс, обремененный тремя серебряными рыцарскими шлемами.
Щит увенчан тремя дворянскими шлемами с золото-красными бурелетами. Нашлемники у всех: три страусовых пера — среднее золотое, крайние красные. Намет красный с золотом.